# František Hradil
František Míťa Hradil (8. prosince 1898 Vsetín – 29. srpna 1980 Ledeč nad Sázavou) byl hudební skladatel, kritik, pedagog a publicista.

## Život
Narodil se v jako syn hudebního skladatele, varhaníka a ředitele kůru ve Vsetíně Antonína Hradila. Již u otce získal kvalitní hudební vzdělání, takže po studiu na učitelském ústavu v Ostravě vykonal státní zkoušky z klavíru a zpěvu. Dále se zdokonaloval v mistrovské třídě brněnské konzervatoře u Leoše Janáčka. Stal se profesorem pedagogického oddělení Hudební školy v Mariánských horách a později ředitelem Masarykova ústavu hudby a zpěvu v Ostravě. Za jeho působení byla škola přebudována nejdříve na Městskou hudební školu a v roce 1953 na Vyšší hudebně-pedagogickou školu. Dnes škola pracuje pod názvem Janáčkova konzervatoř v Ostravě. Vychoval celou řadu vynikajících hudebníků. Jeho žákem byl např. hudební skladatel a klavírista Ilja Hurník. V letech 1921–1925 vedl Hudební školu kovodělníků ve Vítkovicích.
Pro ostravský kraj vykonával neocenitelnou osvětovou službu. Byl redaktorem časopisu Hudební a divadelní obzor, předsedou Kruhu přátel vážné hudby, členem porot při uměleckých soutěžích i sbormistrem mnoha amatérských pěveckých souborů. Kromě toho se sám aktivně účastnil koncertní činnosti. Byl také dirigentem Sokolského Pěveckého Sdružení župy Moravskoslezské a Těšínské v Moravské Ostravě mezi léty 1921 a 1931.

## Dílo

### Klavírní skladby
- Moravské lidové písně (1922)
- Chlapec (1925)
- Deník (1925)
- Pampelišky (1928)
- Pionýrská hudební knížka (1954)

### Komorní skladby
- Klavírní kvintet (1922)
- Andante pro klavírní trio (1925)
- Malé taneční trio (1927)
- Houslová sonáta (1927)
- Hommage à J. S. Bach pro sólové housle (1935)

### Orchestrální skladby
- Za Ostravicí (symfonická báseň dle Petra Bezruče, 1922)
- Football-Match (1923)
- Vlasti zdar! (1938)
- Hrdina (symfonický melodram o Juliu Fučíkovi, 1953)

### Kantáty
- Balada o očích topičových (na báseň Jiřího Wolkra, 1923)
- Poluška (taxt B. Beneš-Buchlovan, 1925)
- Symfonická rapsodie (na slova Petra Bezruče, 1930)
- Zpěv míru (tex Vítězslav Nezval, 1951)

### Písně
- Noc (text Rabíndranáth Thákur, 1922)
- Poledne (Rabíndranáth Thákur, 1924)
- Zpěvy slezské dědiny (1940)
- Flétna v dáli (1940)

### Sbory
Dětské sbory
- V kožuchu (1935)
- Pionýrský zpěvník (1954)
- Květy v rozpuku (1955)

Ženské sbory
- Zem nevyzpívaná (úprava lidových písní, 1938)

Mužské sbory
- Tošonovice (text Petr Bezruč, 1920)
- Utonulý (1922)
- Slezský hymnus (slova Julius Zeyer, 1924)
- Píseň vítězná (1924)
- Kdo na moje místo (Petr Bezruč, 1926)
- Gabryš Orság (text vlastní, 1926)
- Otcova ukolébavka (1927)
- Píseň Bezkydu (1927)
- Červená, modrá a bílá (1929)
- Travička zelená (1936)
- Úsměvy ještěra (Bezruč, 1958)

Smíšené
- Tři hudci (1926)
- Ostrava (1935)
- Hold Ostravě (1935)
- Zdravice pěvců (1935)

Úpravy lidových písní pro sólové hlasy a sbory.

### Literární dílo
- Petr Bezruč a česká hudební tvořivost. (Příspěvek k poznání hudební tvořivosti, podnícené poesií Petra Bezruče), Moravská Ostrava, nákladem vlastním, 1937
- Hudba a zpěv v kraji Leoše Janáčka. In: Od Ostravice k Radhošti, Ostrava, 1941
- Zpěvy národa. Soupis sbírek a úprav lidových písní.
- Hrajeme v souboru, metodická příručka k vyučování základů souborové hry pro učitele základních hudebních škol a hudebních kursů při osvětových besedách, pro vedoucí pionýrských souborů a závodních orchestrů, Praha, Státní hudební nakladatelství, 1961
- Jaroslav Křička (27. 8. 1882 – 23. 1. 1969). Úplná bibliografie skladatelského díla k 100. výročí autorova narození, Praha : Městská knihovna, 1982
- Katalog klavírních výtahů jevištních hudebně dramatických děl a skladeb vokálně symfonických, uložených v hudebních (notových) archivech Čs. rozhlasu, [Praha, Čs. rozhlas, 1967
- Hudebníci a pěvci v kraji Leoše Janáčka, Ostrava : Profil, 1981